# Rysk-amerikanska kompaniet

Rysk-amerikanska kompaniets flagga.

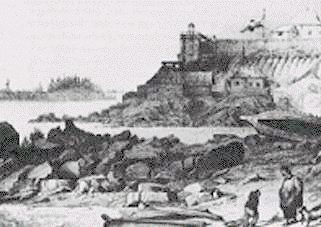
Sitka på den ryska tiden.

Rysk-amerikanska kompaniet (ryska: Под высочайшим Его Императорского Величества покровительством Российская-Американская Компания) var ett semiofficiellt handelskompani som grundades av Grigorij Sjelichov och Nikolaj Rezanov, rättigheterna till det beviljades Natalja Sjelichova av tsar Paul I av Ryssland år 1799.

## Oktrojerna
Den kejserliga oktrojen gav Rysk-amerikanska kompaniet monopol på handeln i Ryska Amerika, vilket inkluderade Aleuterna, Alaska och territoriet ner till 55 grader nordlig latitud. En andra oktroj, från 1821, utökade territoriet ned till 51 grader nordlig latitud. Enligt tillståndet skulle en tredjedel av alla inkomster tillfalla tsaren.

## Bosättningar
1799 grundade Alexandr Baranov bosättningen Michailovsk cirka 10 km norr om dagens Sitka efter att ha köpt marken från de lokala Tlingitfolket. 1802 förstördes bosättningen dock av rivaliserande grupper. Efter en blodig vedergällning vid Slaget vid Sitka flyttades bosättningen 1804 med namnet Novo-Archangelsk till Sitka där en blomstrande sjöhandel organiserades. Kompaniet byggde fort i dagens Alaska men även så långt söderut som Fort Ross i Kalifornien och Fort Elisabeth på Hawaiiöarna. Fort Ross på Kaliforniens kust precis norr om San Francisco, var ryska Amerikas sydligaste utpost, och har idag rekonstruerats som ett friluftsmuseum.

## Avveckling
Från och med 1820-talet började vinsterna från pälshandeln minska, och redan 1818 hade ryska staten tagit kontroll över kompaniet från handelsmännen. Utforskaren och statsämbetsmannen Ferdinand von Wrangel, som administrerat ryska statliga intressen i ryska Amerika ett decennium tidigare, var kompaniets första ordförande efter det statliga övertagandet. Kompaniet avbröt sina kommersiella aktiviteter år 1867, då Alaska köpts av USA, och kompaniets kommersiella intressen såldes till Hutchison, Kohl & Company i San Francisco som sedermera bytte namn till Alaska Commercial Company.